# Hony

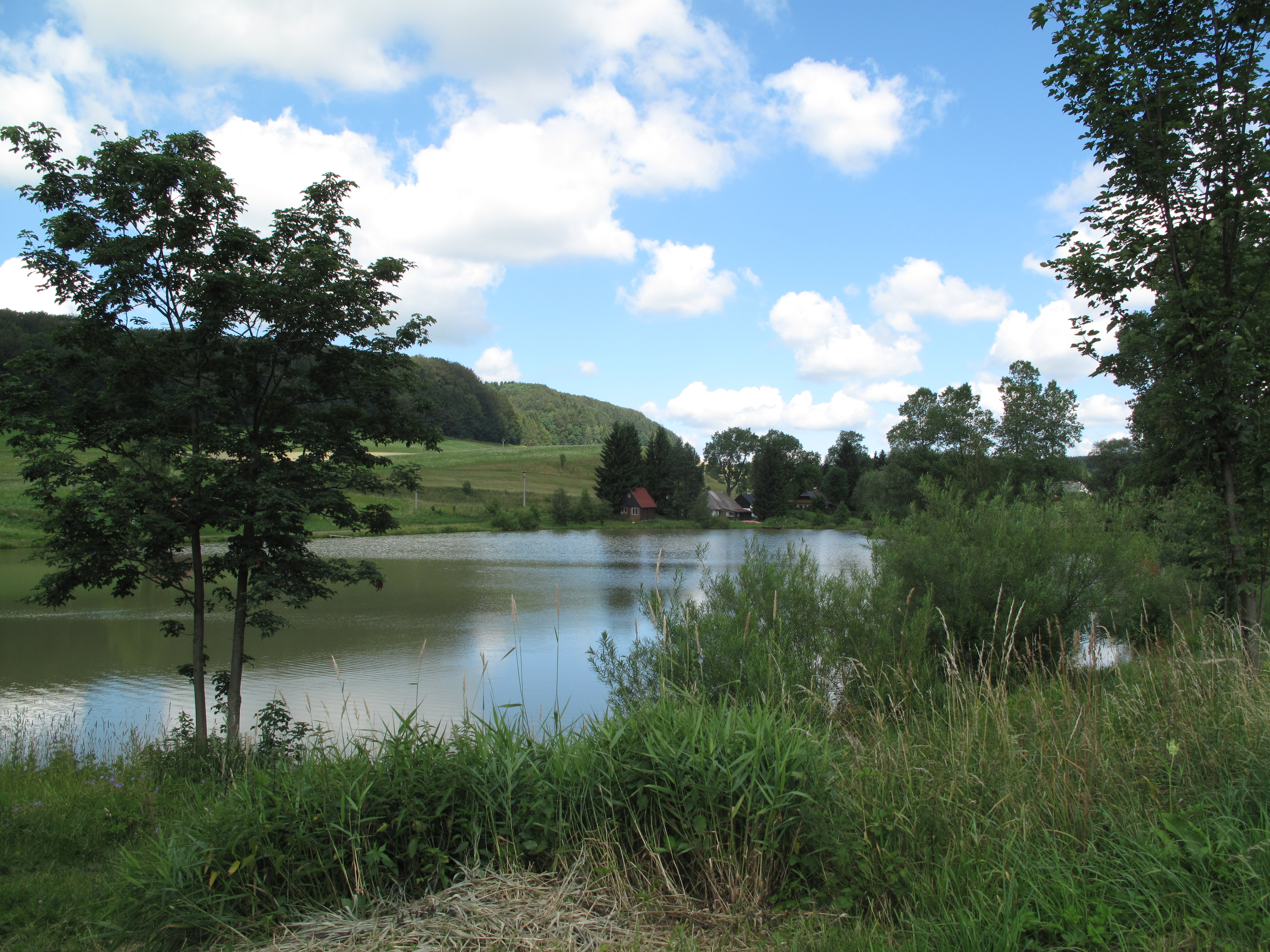
Teich Hony

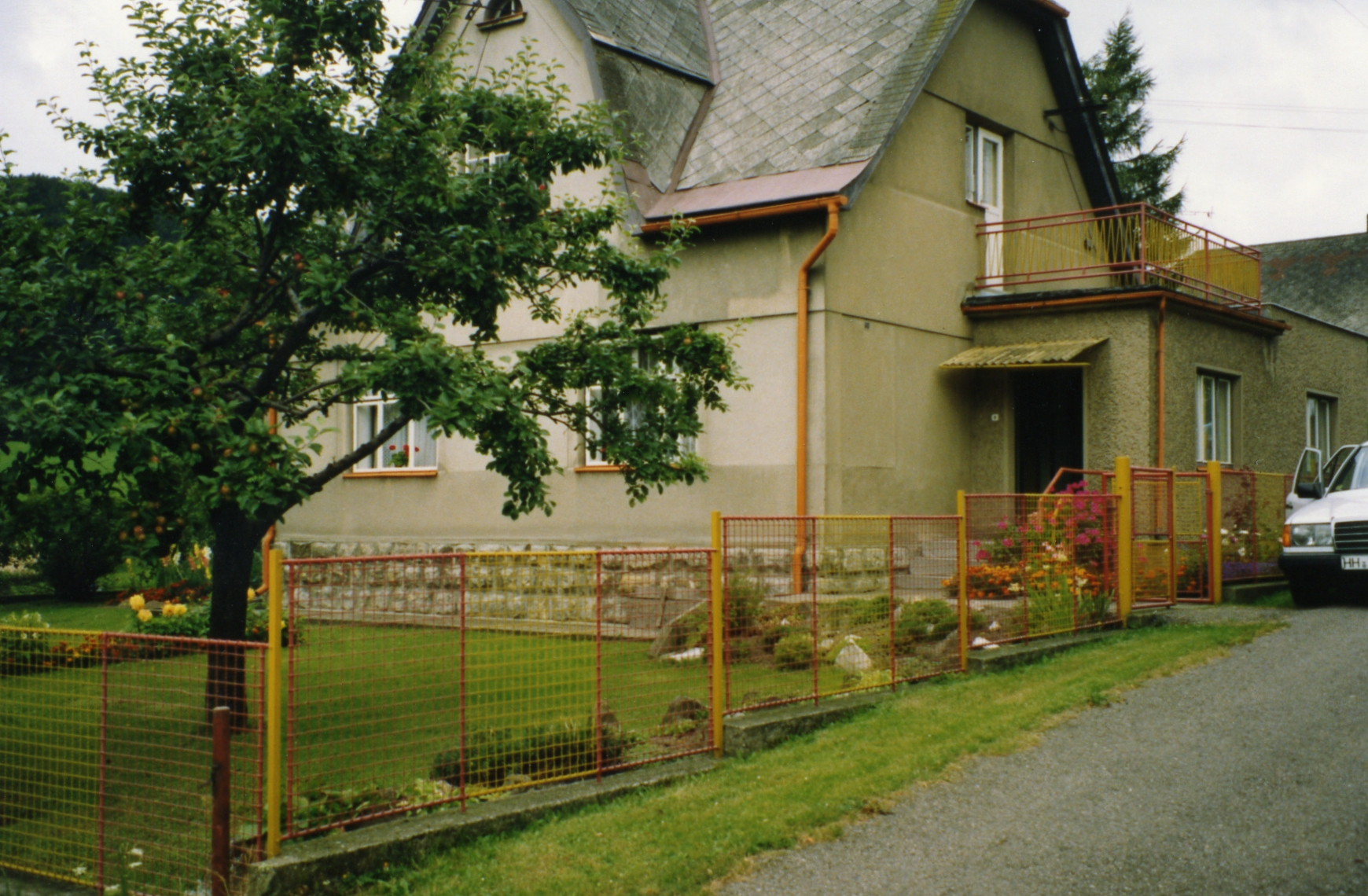
Wohnhaus in Hony (1991)

Holzhaus in Hony (1991)

Hutberg heute Hony um 1920

Blick auf Hony (1991)

Hony (deutsch Hutberg) ist ein Ortsteil der Stadt Police nad Metují in Tschechien. Er liegt fünf Kilometer nördlich von Police nad Metují und gehört zum Okres Náchod. Hony bildet einen Katastralbezirk.

## Geographie
Hony befindet sich am nordwestlichen Fuß des Falkengebirges (Broumovské stěny). Das Dorf erstreckt sich auf einer Länge von anderthalb Kilometern am Oberlauf des Baches Pěkovský potok, der am südlichen Ortsausgang im Teich Hony angestaut wird. Hony liegt an der Staatsstraße II/303 zwischen Police nad Metují und Broumov, die nordöstlich des Dorfes auf dem Honský sedlo (Hutberger Pass, 589 m n.m.) das Falkengebirge überquert. Nördlich erhebt sich die Příkrá stráň (Schindellehne, 601 m n.m.), im Nordosten der Honský Špičák (Spitzberg, 652 m n.m.), östlich die Strážná hora (Hutberg, 688 m n.m.), im Südosten die Hvězda (Stern, 674 m n.m.), südlich die Nad Březinou (583 m n.m.), im Südwesten der Ostaš (700 m n.m.) und der Rovný (584 m n.m.), westlich die Hejda (Haideberg, 626 m n.m.) sowie nordwestlich der Na Kostele (Kirchberg, 690 m n.m.) und der Prostřední vrch (Hemmhübel, 573 m n.m.).
Nachbarorte sind Na Písníku, Březová, Lesní Domky und Jetřichov im Norden, Hejtmánkovice im Nordosten, Červený Dvůr, Amerika und Křinice im Osten, U Raisů, Hlavňov und Pěkov im Süden, Dědov und Javor im Südwesten, Končiny und Lachov im Westen sowie Bohdašín und Nový Dvůr im Nordwesten.

## Geschichte
Das Dorf wurde 1560 am Westhang des Hutweideberges durch den Braunauer Abt Jan Chotovský gegründet und trug anfänglich den Namen Lhotky, die sechs Siedler waren Holzfäller und Landwirte aus dem Gebiet der Herrschaft Braunau. Zum Ende des 16. Jahrhunderts änderte sich der Ortsname in Hutberg.  In der berní rula von 1654 sind für das zur Herrschaft Braunau gehörige und der Propstei Politz unterstehende Dorf elf Häusler und zwei Feldgärtner aufgeführt, die sämtlich deutsche Namen trugen. Das Dorf lag an der deutsch-tschechischen Sprachgrenze, die südlich gelegenen Dörfer waren tschechischsprachig. Während des Siebenjährigen Krieges ließ der kaiserliche Oberst Laudon 1758 die Pässe zwischen Bodisch und Hutberg befestigen. Den preußischen Truppen, die die Bewohner der darunter liegenden Dörfer als Geiseln vor sich hertrieben, gelang die Eroberung der Laudonschanzen nicht. Feldmarschalleutnant Beck ließ die Befestigungsanlagen im Juni 1759 mit Unterstützung der Bewohner von Náchod wieder herrichten. Nach einigen Kämpfen nahmen die Preußen die Schanzen ein und ließen die Mauern von den Bewohnern der Dörfer abbrechen. Nach der Aufhebung der Propstei Politz durch Kaiser Joseph II. im Jahre 1775 wurde daraus die Stiftsherrschaft Politz gebildet; unter der Bedingung der Zahlung einer jährlichen Pauschale von den Einkünften an den Religionsfonds verblieb sie im Besitz der Doppelabtei Braunau-Breunau. Während des Bayerischen Erbfolgekrieges wurden im Februar 1779 16 Kanonen auf den Laudonschanzen aufgestellt, die jedoch nicht zum Einsatz kamen. Dies war zugleich die letzte militärische Nutzung der Schanzen.
Im Jahre 1836 bestand das im Königgrätzer Kreis gelegene Dorf Hutberg aus 44 zerstreut liegenden Häusern, in denen 337 deutschsprachige Personen lebten. Im Ort gab es ein Wirtshaus und ein herrschaftliches Jägerhaus. Das Dorf war nach Politz eingepfarrt, Schulort war Pikau. Bis zur Mitte des 19. Jahrhunderts blieb das Dorf der Stiftsherrschaft Politz untertänig.
Nach der Aufhebung der Patrimonialherrschaften bildete Hutberg ab 1849 eine Gemeinde im Gerichtsbezirk Politz. Bei einer Landvermessung wurde die Siedlung östlich der Kaiserstraße irrtümlich der Gemeinde Groß Labnay (Hlavňov) zugeschrieben, im Jahre 1866 wurde die Klein Hutberg (Malé Hony) genannte Ortslage von Groß Labnay abgetrennt und der Gemeinde zuteilt. Im Jahre 1868 wurde das Dorf dem Bezirk Braunau zugeordnet. Seit der zweiten Hälfte des 19. Jahrhunderts erhielt Hutberg auch einen tschechischen Namen; dieser änderte sich von Hony über Hutberk im Laufe der Zeit in Lhotky. 1885 lebten in Hutberg 311 Menschen, davon gehörten 303 zur deutschen Volksgruppe. Im Zuge der Abspaltung der deutschsprachigen Gebiete vom Gerichtsbezirk Politz wurde Hutberg 1894 dem Gerichtsbezirk Braunau zugewiesen. Im Jahre 1900 hatte das Dorf 269 Einwohner, davon 266 Deutschböhmen. Auf Anordnung der Linguistischen Kommission in Prag wurde 1920 der tschechische Ortsname Lhotky in Hony abgeändert. Im Jahre 1927 lebten in Hutberg 225 Personen. 1930 hatte Hutberg 243 Einwohner, davon waren 201 Deutsche, 41 Tschechen und ein Russe. Von 1939 bis 1945 gehörte das das Dorf zum deutschen Landkreis Braunau, unmittelbar südlich verlief die Grenze zum Protektorat. 1939 lebten in Hutberg 223 Personen.
Außer der Freiwilligen Feuerwehr bestand ein Arbeiter-Radfahrerverein, eine Ortsgruppe des Bundes der Deutschen in Böhmen und eine Ortsgruppe des Deutschen Kulturverbandes. Die politischen Parteien waren durch den Bund der Landwirte und die Sozialdemokratische Arbeiterpartei vertreten. Es gab keine Kirche und keine Kapelle.
Nach dem Ende des Zweiten Weltkrieges kam Hony zur Tschechoslowakei zurück, in den Jahren 1945 und 1946 erfolgte die Vertreibung der deutschen Bewohner. Die Wiederbesiedlung gelang nur spärlich; das Dorf hatte nur noch 50 Einwohner und wurde deshalb 1949 nach Pěkov eingemeindet. Im Zuge der Gebietsreform von 1960 erfolgte die Aufhebung des Okres Broumov, seitdem gehört Hony zum Okres Náchod. 1961 lebten in dem Dorf 101 Personen. Zusammen mit Pěkov wurden Hony am 1. Juli 1985 nach Police nad Metují eingemeindet. 1991 hatte Hony 65 Einwohner. Im Jahre 2001 bestand das Dorf aus 38 Wohnhäusern, in denen 56 Menschen lebten. Im Jahre 2012 wurden die Dorfglocke und das Ortswappen geweiht. Im November 2012 hatte das Dorf 61 Einwohner.

## Sehenswürdigkeiten
Im Ort gibt es fünf Wegkreuze:
- aus Sandstein gefertigtes 4 m hohes Kreuz aus dem Jahr 1795, am Dorfplatz
- Kreuz aus Sandstein auf einem Hügel über dem Dorf neben der Straße nach Broumov, 2,5 m hoch, mit Jahreszahl 1829
- gußeisernes Kreuz auf hohem steinernen Sockel im Wald über dem Gasthaus U Laudona, 3 m hoch, errichtet 1872
- gußeisernes Kreuz auf Sandsteinsockel, beim Haus Nr. 12, 4 m hoch, errichtet 1861
- 2 m hoher Sandsteinpfeiler beim Haus Nr. 14, das darauf gestandene Kreuz ist nicht erhalten
- Kamm Laudonovy valy (Laudonschanzen) östlich von Hony, der darüber führende Wanderweg (blaue Markierung) ist Teil des Spitzbergweges, der über alle drei Spitzberge des Braunauer Berglandes: Božanovský Špičák (772 m n.m), Honský Špičák (652 m n.m) und  Ruprechtický Špičák (881 m n.m) führt.